# 阿布杜爾·拉赫曼·夏格漢
阿布杜爾·拉赫曼·夏格漢（阿拉伯语：‎，1949年—），利比亞政治人物。他曾於1994年至1995年擔任利比亞人民局（利比亞國會）駐義大利羅馬秘書（大使）。他隨後被任為利比亞外交部長，任期2000年至2009年。